# Árnyak (együttes)
Az Árnyak egy 1994-ben Szolnokon alakult magyar dark rock/gothic rock együttes. Szövegeikben visszatérő motívumok a szerelem és a magány. Dalaikban egyedi módon ötvözik a búskomor dallamot az érzéseket analizáló szöveggel.
Első lemezeik szerzői kiadásban jelentek meg, de 2001-ben a Hammer Musichoz tartozó Nail Recordshoz szerződtek, és a 2001-es Nehéz csend című album már az ő gondozásukban jelent meg. Többször felléptek a Gothica fesztiválon, utoljára 2004-ben, amikor külön erre az alkalomra egy válogatásalbumot is készítettek, majd még abban az évben feloszlottak. Az énekes/szövegíró Molnár Róbert az October együttesben folytatta.

## Tagok

### Utolsó felállás
- Molnár Róbert - ének
- Husznay Miklós - gitár, vokál
- Szórád Csaba - basszusgitár
- Wirth Zoltán - dobok

### Korábbi tagok
- Papp István gitár - vokál (1994-2004)
- Rontó Gyula - billentyűk
- Simon Ildikó - billentyűk
- Gőz Attila - basszusgitár
- Vincze Zoltán - dobok
- Demecs Attila - billentyűk
- Hegyi Csilla - vokál
- Havancsák Gyula - basszusgitár
- Gyalog Zsolt - dobok[3]

## Diszkográfia

### Albumok
- Menedék (1996)
- Album (1998)
- Nehéz csend (2000)
- Éjszakai utazás (2002)
- Jubileum 1994-2004 (2004)

### Egyéb kiadványok
- Pengeélen (demó, 1995)
- Kitalálom, megteszem (maxi, 1997)
- Vétkeim (maxi, 1999)